# Anaxagorea radiata
Anaxagorea radiata là loài thực vật có hoa thuộc họ Na. Loài này được C.B.Rob. mô tả khoa học đầu tiên năm 1908.